# Eta del Telescopi
Eta del Telescopi (η Telescopii) és un sistema binari compost per un estel blanc de la seqüència principal i una nana marró. Situat en constel·lació del Telescopi, es troba a 155 anys llum de distància del Sistema Solar. Forma part de l'Associació estel·lar de Beta Pictoris.
L'estel blanc, de magnitud aparent +5,03, té tipus espectral A0Vn i una temperatura de 9207 K. És un estel jove amb una edat estimada entre 12 i 30 milions d'anys, la lluminositat dels quals és 22 vegades major que la del Sol. Com correspon a un estel de les seves característiques, és més massiva que el Sol, amb una massa de 2,9 masses solars. La seva metal·licitat —abundància relativa d'elements més pesats que l'heli— és superior a la del Sol en un 15 %.
Visualment a 4,17 ± 0,05 segons d'arc, es localitza el seu acompanyant (HD 181296 B), una nana marró de tipus M7/M8 la temperatura efectiva de la qual és de 2600 ± 200 K. Fins al moment no s'ha observat cap moviment orbital, sent la separació entre tots dos objectes d'almenys 198 UA.